# Xã Harris, Quận Fulton, Illinois
Xã Harris (tiếng Anh: Harris Township) là một xã thuộc quận Fulton, tiểu bang Illinois, Hoa Kỳ. Năm 2010, dân số của xã này là 368 người.